# Хуанди
Хуан ди, наричан Жълтият император (на китайски: 黄帝), е митичен китайски владетел и герой, един от Тримата повелители и Петимата императори, един от първите владетели на територията на Китай. Счита се, че е управлявал от 2697 – 2597 пр.н.е. или 2696 – 2598 пр.н.е. Приписват му се някои изобретения и иновации и се смята, че е божествен прародител на племената джоу, от които произхождат китайците от етническата група хан.:с. 8
Първоначално китайското понятие за „господар, владетел“ (небесен и земен) било „ди“, но впоследствие името на тази легендарна личност се превърнало в нарицателно за „император, владетел“ изобщо. Аналогични са случаите с римските имена-титули „цезар“ и „Август“ и името на основателя на партската държава – Аршак, което впоследствие се носело като титул от поколения партски владетели.

## Съма Циен – „Исторически записки“
Според китайският историк Съма Циен и повечето последващи исторически работи, Жълтият император е по-скоро историческа, отколкото митична фигура като Фуси, Ню-уа и император Ян. Неговите „Исторически записки“ или Шиджи започват с Хуан ди и пропускат другите. Първоначално той, след трудна борба, успял да подчини вождовете на отделните племена и създал държава далеко на запад от басейна на река Хуанхъ с център в планината Кунлун (в превод: „Планини на Луната“ – планинска система южно от Таримския басейн между Памир и Китайско-тибетските планини). След като обединява племената, Хуан ди се спуска на изток към река Хуанхъ и завладява нови територии (днешните провинции Хънан, Шанси, Шенси и Хубей), измества местното (монголоидно) население на юг и изток, като за целта води трудна война с Ян ди в битката на Бангуан, която се третира като историческа от Съма Циен.
След поражението на господаря на Юга – Ян ди от армията на Хуан ди и бягството му на юг Чи Ю, родственик на Ян ди и единствен негов наследник, сам оглавил борбата с Хуан ди. Хуан ди използвал някои похвати, за да всее ужас в противниковата войска. Той заповядал да изготвят тръби и свирки от кравешки рога, и да тръбят с тях, като подражават рева на летящи дракони, което вкарало в ужас суеверната армията на противника. Но паднала гъста мъгла и войската на Хуан ди започнала да търпи загуби, тогава мъдрецът Фен-хоу изобретил компас и извел с неговата помощ войската от падналата мъгла. Хуан ди наредил да направят огромен барабан, който разнасял грохот по-силен от гръмотевичен. От грохота на барабана войската на Чи Ю започнала да се разбягва. Хуан ди взел Чи Ю в плен, оковал го в клада и наредил да го екзекутират в Чжолу с отрязване на главата.
Хуан ди побеждава и установява траен мир в средното и долното течение на р. Хуанхъ (Съвременните провинции: Шенси, Шанси, Хъбей, Хенън, Шандонг, Анхуей и северната част на Янгсу). Народът се е занимавал със земеделие, строял е градове и напоителни канали. Развивали са се занаятите.

## Археологически разкопки
В потвърждение на Съма Циен и неговите „Исторически записки“ са археологическите разкопки на културния пласт от археологическа култура Луншан, която е група от неолитни култури, разположени надолу по Жълтата река и притока ѝ Вейхе през първата половина на 2 хил. пр.н.е. Този културен пласт се е появил на мястото на културата Яншао, която е група неолитни археологически култури, съществуващи в средната част на долината на река Хуанхъ в 5 – 2 хил. пр.н.е. наричана още култура на оцветената керамика.
Някои учени считат, че хората Яншао са дошли на река Хуанхъ от юг. Хората са живели в малки села, ангажирани предимно в мотично земеделие, поради което периодично променяли мястото си на пребиваване. При културата Луншан се наблюдава влияние от вън, на мигранти предизвикали културна дифузия. Това влияние е видно във външния вид на грънчарското колело, новите сортове зърнени храни (пшеница от Близкия изток) и животни, коза, овца, крава. Други характеристики: скапулимантия (гадание по кости), съдове тип триноги под формата на виме (могат да бъдат показателни за развитието на животновъдния комплекс), и специален вид керамика, тънкостенна сива и черна без никакви рисунки. Тя е открита при разкопки на древни селища в провинциите Шандун, Шанси и Хенън. Тук били открити много керамични изделия, отличаващи се с високо качество на изпълнение. Тези черни гланцирани съдове без рисунки, били много тънки и крехки, с поразително разнообразие от форми и изящество на пропорциите.

## Исторически факти
- През по-голямата част от китайската история Жълтият император и другите древни мъдреци са били смятани за реални исторически фигури. Това започва да се поставя под съмнение през 20-те години на 20 век от историци като Гу Дзиеган. Гу и последователите му твърдят, че тези древни мъдреци са били първоначално богове, които по-късно започват да се представят като човеци от интелектуалци рационалисти от периода на воюващите царства Жангуо. Отбелязва се, че едва в късния етап на този период, Жълтият император започва да се описва като първия владетел на Китай. Историкът Ян Куан твърди, че Хуан ди е трансформация на Шанди, бога на пантеона Шан.

- Жълтият император се свързва и с имената Сюенюен шъ (на китайски: 轩辕氏, 軒轅氏, Xuānyuán-shì) и Йоусиун шъ (на китайски: 有熊氏, Yǒuxióng-shì). Хуанфу Ми, учен от 3 век, твърди, че Xuānyuán е име на хълм, където Хуан ди е живял и впоследствие приел за име. Коментаторът от династия Цин Лян Юшън (на китайски: 梁玉繩) смята обратното, че хълмът е наименуван на императора.

- Според нови преводи на „Исторически записки“ Хуан ди е бил първоначално глава на клана Йоусиун, който е населявал днешен Синджън в провинция Хенън.